# Марен, Луи
Луи́ Маре́н (фр. Louis Marin; 22 мая 1931, Ла-Тронш (Изер) — 29 октября 1992, Париж) — французский философ

, исследователь знаковых и риторических структур литературы, искусства, политической и общественной жизни.

## Биография
Окончил философский факультет Сорбонны (1953). Был советником по культуре посольства Франции в Турции (1961—1964), директором Французского института в Лондоне (1964—1967). Преподавал в университете Париж-Нантерр (1967—1970), в университете Сан-Диего (1970—1974), университете Джонса Хопкинса (Балтимор, 1974—1977), с 1978 года — в Школе высших исследований по социальным наукам (Париж), с 1987 года — директор Центра исследований искусства и языка.

## Научные интересы
Сам Марен обозначал область своей работы как историю семиотических систем, но главным предметом его интереса были проблемы репрезентации внеповседневного в общественной жизни, письменной речи, политике, искусстве — знаки власти, страсти, мучения, экстаза и оперирующие ими риторические высказывания. Материалом, на котором работал Марен, были Евангелия, грамматика Пор-Рояля, живопись Караваджо, Пуссена, Филиппа де Шампеня, тексты Игнатия Лойолы, Монтеня, Паскаля, Руссо, Стендаля, Борхеса, Ролана Барта и других.

## Авторитет и влияние
При жизни авторитетный для узкого круга друзей и соратников — Деррида, Лиотара, М. де Серто, Ю. Дамиша — со временем Марен, труды которого переведены сегодня на основные европейские языки, оказал существенное влияние на теорию и практику интерпретации в гуманитарных и социальных науках: в истории искусства — на Д. Арраса, который защищал под его руководством диссертацию, в социологии литературы — на Элен Мерлен-Кажман. В России его идеи активно развивает М. Ямпольский.

## Сочинения
- Études sémiologiques: Ecritures, peintures (1971, переизд. 2005)
- Sémiotique de la Passion, topiques et figures (1972)
- Le récit évangélique (1972, в соавторстве с К.Шабролем)
- Utopiques : jeux d’espaces (1973)
- La Critique du discours (1975)
- Détruire la peinture (1977)
- Le récit est un piège (1978)
- Le Portrait du roi (1981)
- La Voix excommuniée. Essais de mémoire (1981)
- La Parole mangée et autres essais théologico-politiques (1986)
- Jean-Charles Blais, du figurable en peinture (1988)
- Opacité de la peinture. Essais sur la représentation en Quattrocento (1989)
- Lectures traversières (1992)
- De la représentation (1993)
- Des pouvoirs de l’image (1993)
- Philippe de Champaigne, ou, La présence cachée (1995)
- Pascal et Port-Royal (1997)
- De l’entretien (1997)
- Sublime Poussin (1998)
- L'écriture de soi (1999)
- Politiques de la représentation (2005)

## Публикации на русском языке
- Утопия карты // Сегодня, 1995, № 233, 8 декабря
- Гробница подлежащего как предмет живописи // Художественный журнал, 1996, № 12
- О Вавилонской башне, языке и истории (реферат статьи)